# Claus Mørch
Claus Severin Mørch (Oslo, 3 aprile 1976) è uno schermidore norvegese, specializzato nella spada. Ha vinto una medaglia di bronzo ai Campionati mondiali di scherma.